# Gornja Sabanta
Gornja Sabanta (em cirílico: Горња Сабанта) é uma vila da Sérvia localizada no município de Pivara, pertencente ao distrito de Šumadija, na região de Šumadija. A sua população era de 710 habitantes segundo o censo de 2011.

## Demografia
| 1948 | 1953 | 1961 | 1971 | 1981 | 1991 | 2002 | 2011 |
| ---- | ---- | ---- | ---- | ---- | ---- | ---- | ---- |
| 1203 | 1254 | 1221 | 1113 | 1045 | 918  | 839  | 710  |